# Mesorregión del Este Alagoano
La Mesorregión del Este Alagoano está localizada en el estado de Alagoasy está conformada por 6 microrregiones.

## Microrregiones
- Microrregión del Litoral Norte Alagoano
- Microrregión de Maceió
- Microrregión de Mata Alagoana
- Microrregión de Penedo
- Microrregión de São Miguel dos Campos
- Microrregión Serrana dos Quilombos

## Historia
En la época del Descubrimiento del Brasil, la región estaba cubierta principalmente por Bosques Atlánticos, hogar de los indios nativos. Poseía en su época una flora y fauna exuberantes, con abundantes ríos y una gran variedad de peces, frutos, y animales salvajes. Todas estas bellezas naturales captaron la atención de los portugueses que iniciaron el proceso de colonización.

## Demografía
Es la Mesorregión más habitada del Estado de Alagoas. El mayor grupo étnico son los de portugueses.

## Geografía

### Clima
El clima de la mesorregión es tropical litoraleño húmedo, con sol en los meses de septiembre hasta mayo, de la primavera hasta el verano, con una temperatura que varía de 19 °C a 32 °C. Y con lluvias y temporales en los meses de junio hasta agosto, desde el otoño hasta el invierno, con temperaturas en torno a los 15 °C hasta los 26 °C. La humedad relativa del aire es del 79,2%. Y el índice pluviométrico es 1.410 mm/año.

## Economía
Esta es la mesorregión que recibe más inversiones nacionales e internacionales.

### Turismo
Esta mesorregión posee un gran potencial turístico, por sus bellezas naturales, y de forma más notable, por las playas, consideradas bellísimas, que se esparcen por todo el litoral alagoano.
En septiembre de 2005, fue inaugurado el Aeropuerto Internacional Zumbi de los Palmares, en Maceió, uno de los más modernos del Brasil, fortaleciendo el turismo de esta mesorregión.

### Agricultura
El principal cultivo es el de la caña de azúcar, base de la economía alagoana desde los tiempos del Brasil Colonial, cuando Alagoas era parte de la Capitanía de Pernambuco. También desarrolla la producción de bovinos, porcinos y cabras.

### Comercio
Este segmento es más diversificado en Maceió.

### Industria
Este segmento es más diversificado en Maceió.

## Educación

### Facultades y Universidades
Esa Mesorregión posee la reconocida Universidad Federal de Alagoas, Universidad Estatal de Alagoas, CESMAC, FAL, ESAMC, FITs, FAMA, UNCISAL.

### Escuelas primarias y secundárias
Posee diversas escuelas, y se destaca el Colégio Santa Madalena Sofia, Colégio Santíssimo Sacramento, Colégio Contato, Colégio Nunila Machado, Inei, Colégio Santa Úrsula, Colégio Anchieta, escuela monteiro lobato y el Colégio Marista Maceió.

## Cultura

### Artesanías
Posee innumerables espacios destinados a la comercialización y divulgación de su potencial cultural, un ejemplo es el Pabellón de Artesanías, en Maceió, donde se puede encontrar de todo, desde los más variados artesanías locales, en madera, paja, cerámica, etc. o bien disfrutar de los shows de artistas locales, además de ser punto común para encontrar a los artesanos formando su trabajo en las playas locales.

### Teatros
Teatro Deodoro y Teatro Gustavo Leite, en Maceió.

### Museos
Memorial Puentes de Miranda de la Justicia del Trabajo en Alagoas, Museo Théo Brandão, Museo del Instituto Histórico y Geográfico de Alagoas, Museo Pierre Chalita, Museo del Deportes, Museo de la Imagen y del Som - MISA.

## Infraestrutura

### Aeropuerto Internacional
En septiembre de 2005, Maceió pasó a contar con uno de los más modernos aeropuertos del país, el Aeropuerto Internacional Zumbi de los Palmares, que cuenta con sistema de cogeneración de energía y capacidad para 1,2 millones de personas. El aeropuerto fue construido con recursos de la Infraero, Gobierno Federal y Gobierno Estatal. Los destinos diarios directos (sin escala/conexión) saliendo de la capital alagoana son: Salvador (SSA), Aracaju (AJU), São Paulo (GRU), Brasilia (BSB), Recife (REC) y Río de Janeiro (GIG).

### Puerto
El Puerto de Maceió, o de Jaraguá, está localizado en el área este de la ciudad, entre las playas de Pajuçara y Jaraguá; es administrado por la Compañía Docas del Rio Grande do Norte - CODERN por medio de a Administración del Puerto de Maceió (ADPM) y tiene la mayor terminal azucarera del mundo, además de ser uno de los más activos del Nordeste. El puerto tienen obras en construcción por todas partes, incluyendo un nuevo espigón de pasajeros, que va aumentar el flujo de turistas procedentes por mar hacia la región. El puerto cuenta con un calado capaz de operar con navíos de las flotas más modernas del mundo, del tipo pós-paramax, con cerca de 200 m de longitud.
- Datos: Q646167